# Campionato americano femminile di pallacanestro 1997
Il 4º Campionato americano femminile di pallacanestro FIBA (noto anche come FIBA Americas Championship for Women 1997) si svolse dal 5 al 10 agosto 1997 a San Paolo, in Brasile.
I Campionati americani femminili di pallacanestro sono una manifestazione biennale tra le squadre nazionali organizzato dalla FIBA Americas. L'edizione 1997 garantiva alle prime quattro classificate l'accesso diretto al Campionato mondiale femminile di pallacanestro 1998.

## Squadre partecipanti
- Argentina
- Brasile
- Canada
- Colombia
- Cuba
- Porto Rico
- Rep. Dominicana
- Stati Uniti

## Prima fase

### Gruppo A
| Squadra    | G | V | P | PF  | PS  | DP   |
| ---------- | - | - | - | --- | --- | ---- |
| Brasile    | 3 | 3 | 0 | 365 | 233 | +132 |
| Cuba       | 3 | 2 | 1 | 307 | 250 | +57  |
| Colombia   | 3 | 1 | 2 | 198 | 277 | -79  |
| Porto Rico | 3 | 0 | 3 | 203 | 313 | -110 |

### Risultati
| San Paolo 5 agosto 1997 | Brasile | 136 – 72 | Porto Rico |  |

| San Paolo 5 agosto 1997 | Cuba | 98 – 69 | Colombia |  |

| San Paolo 6 agosto 1997 | Brasile | 114 – 55 | Colombia |  |

| San Paolo 6 agosto 1997 | Cuba | 103 – 66 | Porto Rico |  |

| San Paolo 7 agosto 1997 | Brasile | 115 – 106 | Cuba |  |

| San Paolo 7 agosto 1997 | Colombia | 74 – 65 | Porto Rico |  |

### Gruppo B
| Squadra         | G | V | P | PF  | PS  | DP  |
| --------------- | - | - | - | --- | --- | --- |
| Stati Uniti     | 3 | 3 | 0 | 175 | 119 | +56 |
| Argentina       | 3 | 2 | 1 | 213 | 222 | -9  |
| Canada          | 3 | 1 | 2 | 260 | 239 | +21 |
| Rep. Dominicana | 3 | 0 | 3 | 152 | 220 | -68 |

### Risultati
| San Paolo 5 agosto 1997 | Stati Uniti | 2 – 0 | Rep. Dominicana |  |

| San Paolo 5 agosto 1997 | Argentina | 70 – 66 | Canada |  |

| San Paolo 6 agosto 1997                    | Stati Uniti | 88 – 53 | Argentina |  |
| \| \| \| \| \| Holdsclaw 21 \| Punti \| \| |             |         |           |  |
|                                            |             |         |           |  |
| Holdsclaw 21                               | Punti       |         |           |  |

| San Paolo 6 agosto 1997 | Canada | 128 – 84 | Rep. Dominicana |  |

| San Paolo 7 agosto 1997              | Stati Uniti | 85 – 66 | Canada |  |
| \| \| \| \| \| Sam 15 \| Punti \| \| |             |         |        |  |
|                                      |             |         |        |  |
| Sam 15                               | Punti       |         |        |  |

| San Paolo 7 agosto 1997 | Argentina | 90 – 68 | Rep. Dominicana |  |

## Girone finale
Venivano conteggiati i risultati della prima fase tra le qualificate
| Squadra     | G | V | P | PF  | PS  | DP  |
| ----------- | - | - | - | --- | --- | --- |
| Brasile     | 3 | 3 | 0 | 311 | 250 | +61 |
| Stati Uniti | 3 | 2 | 1 | 265 | 230 | +35 |
| Cuba        | 3 | 1 | 2 | 286 | 291 | -5  |
| Argentina   | 3 | 0 | 3 | 196 | 287 | -91 |

### Risultati
| San Paolo 8 agosto 1997                     | Brasile | 87 – 83       | Stati Uniti |  |
| \| \| \| \| \| \| Punti \| 16 McWilliams \| |         |               |             |  |
|                                             |         |               |             |  |
|                                             | Punti   | 16 McWilliams |             |  |

| San Paolo 8 agosto 1997 | Cuba | 90 – 82 | Argentina |  |

| San Paolo 9 agosto 1997 | Brasile | 109 – 61 | Argentina |  |

| San Paolo 9 agosto 1997                    | Stati Uniti | 94 – 90 | Cuba |  |
| \| \| \| \| \| Holdsclaw 32 \| Punti \| \| |             |         |      |  |
|                                            |             |         |      |  |
| Holdsclaw 32                               | Punti       |         |      |  |

## Finali
- 7º - 8º posto

| San Paolo 8 agosto 1997 | Porto Rico | 107 – 95 | Rep. Dominicana |  |

- 5º - 6º posto

| San Paolo 8 agosto 1997 | Canada | 87 – 80 | Colombia |  |

- 3º - 4º posto

| San Paolo 10 agosto 1997 | Cuba | 81 – 77 | Argentina |  |

- 1º - 2º posto

| San Paolo 10 agosto 1997                                     | Brasile | 101 – 95              | Stati Uniti |  |
| \| \| \| \| \| Paula 38 \| Punti \| 21 Edwards, Holdsclaw \| |         |                       |             |  |
|                                                              |         |                       |             |  |
| Paula 38                                                     | Punti   | 21 Edwards, Holdsclaw |             |  |

## Classifica finale
| Campione d'America | Campione d'America | Campione d'America |
| --- | ------------------ | --- |
| BrasileAdriana, Alessandra, Branca, Claudinha, Helen, Kelly, Leila Sobral, Marta Sobral, Patrícia Mara, Paula, Roseli, Silvinha, All. Antônio Barbosa |                    | |
| Argento | Stati Uniti        | Stati Uniti4 Edwards, 5 Morgan, 6 Campbell, 7 Hodges, 8 Marciniak, 9 K. Smith, 10 Holdsclaw, 11 Sam, 12 McWilliams, 13 Gaither, 14 R. Smith, 15 Crawley, All. Nell Fortner |
| Bronzo | Cuba               | |
| 4. | Argentina          | Argentina4 Nicolini, 5 Soberón, 6 Ibarra, 7 Ferazzoli, 8 Tizón, 9 Scodelari, 10 Boeykens, 11 Falabella, 12 Alomo, 13 Gatti, 14 Sánchez, 15 Cors, All. Eduardo Pinto        |
| 5. | Canada             | CanadaBouchard, Brassard, Church, Jerant, Johannesson, Johnson, Johnston, Koop, Molcak, Norman, Rigby, Stewart, All. Bev Smith                                             |
| 6. | Colombia           | |
| 7. | Porto Rico         | |
| 8. | Rep. Dominicana    | Rep. DominicanaBonilla, Díaz, Durán, García, Gómez, E. Guerrero, M. Guerrero, López, Nivar, Paniagua, Rivera, Trinidad, All. Radhamés Paulino                              |